# Lilla Hedtjärnen, Hälsingland
Lilla Hedtjärnen är en sjö i Ovanåkers kommun i Hälsingland och ingår i Ljusnans huvudavrinningsområde.